# Wiadukt kolejowy w Lewinie Kłodzkim
Wiadukt w Lewinie Kłodzkim – wiadukt kolejowy nad doliną Klikawy (Bystrej) i drogą krajową nr 8 / drogą międzynarodową E67 w Lewinie Kłodzkim w województwie dolnośląskim.

## Opis
Jednotorowy wiadukt kolejowy na niezelektryfikowanej trasie linii kolejowej nr 309 z Kłodzka do Kudowy-Zdroju w powiecie kłodzkim wybudowany przez włoskich inżynierów w latach 1903−1905 dla Pruskich kolei państwowych. Efektowny, wieloprzęsłowy wiadukt wykonany z kamienia ma 27 m wysokości i 120 m długości. Budowla ma bardzo dobre proporcje przęseł i łuków, jest przykładem klasycznej konstrukcji inżynierskiej. 

## Inne informacje
- Wiadukt jest odwzorowany w grze komputerowej Euro Truck Simulator 2.
- Budowla była wielokrotnie wykorzystywana w polskich filmach[2].
- Wiadukt jest ujęty w Gminnej Ewidencja Zabytków Gminy Lewin Kłodzki[3].

## Galeria

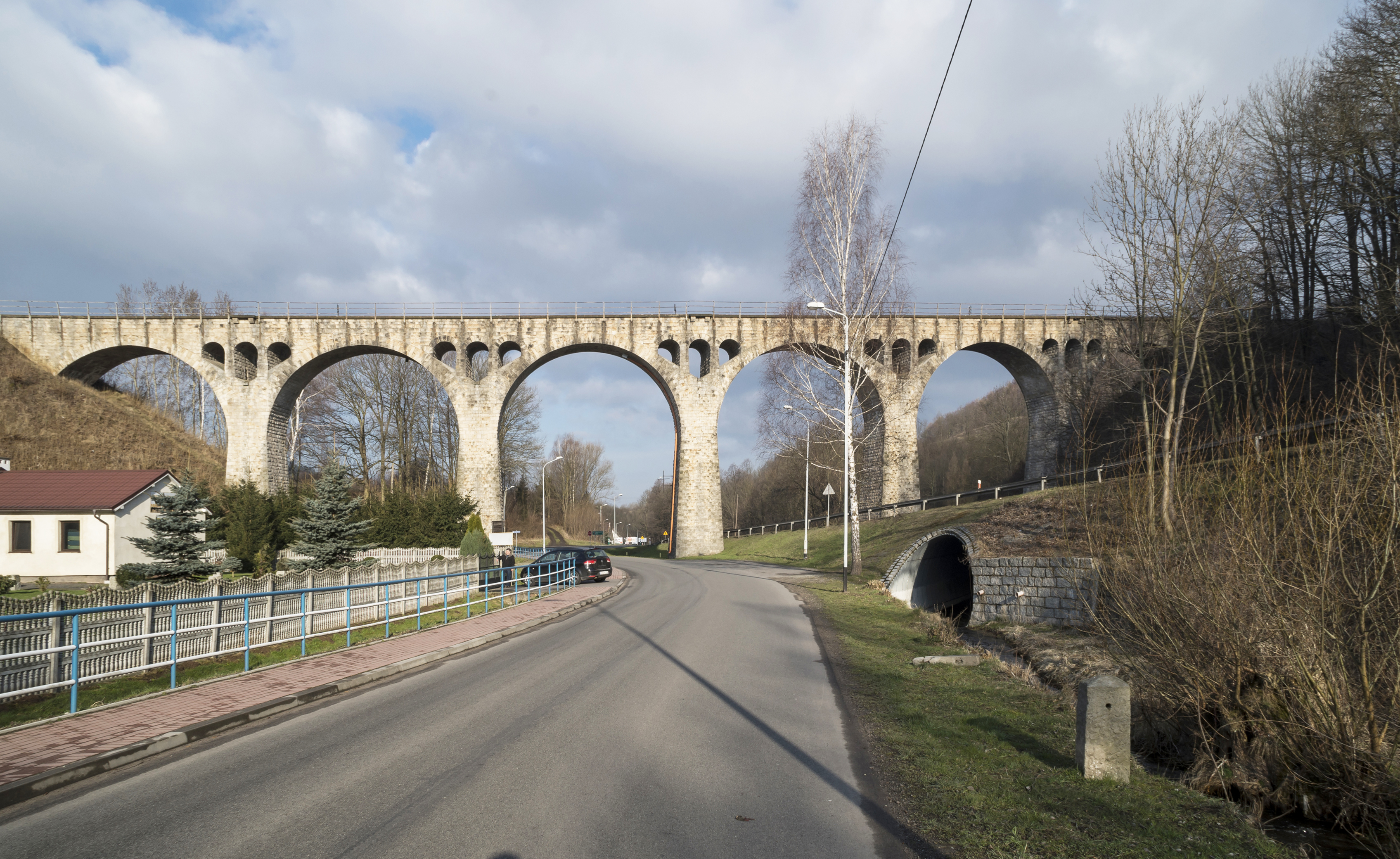
Wiadukt od wschodu
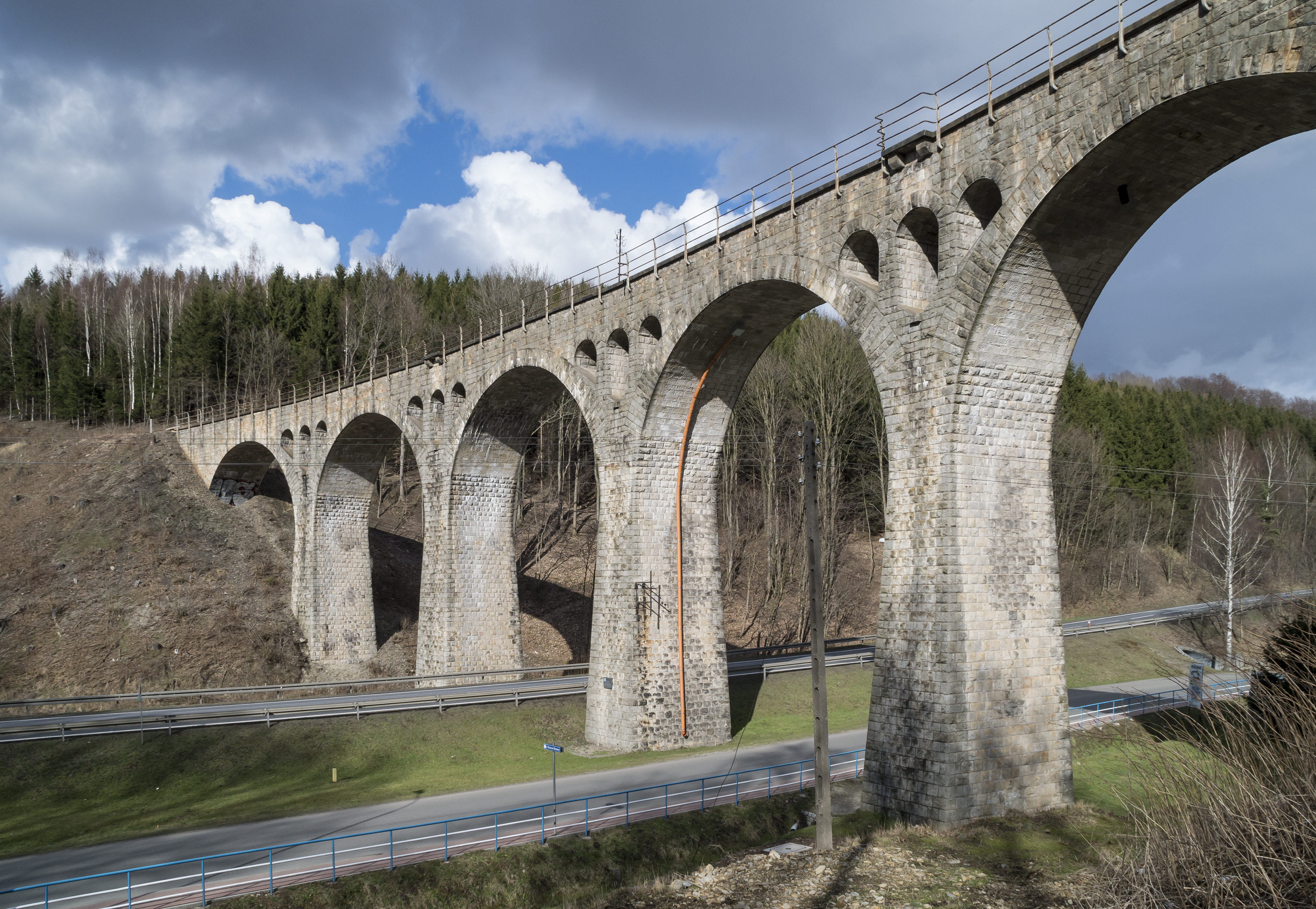
Wiadukt od południowego zachodu
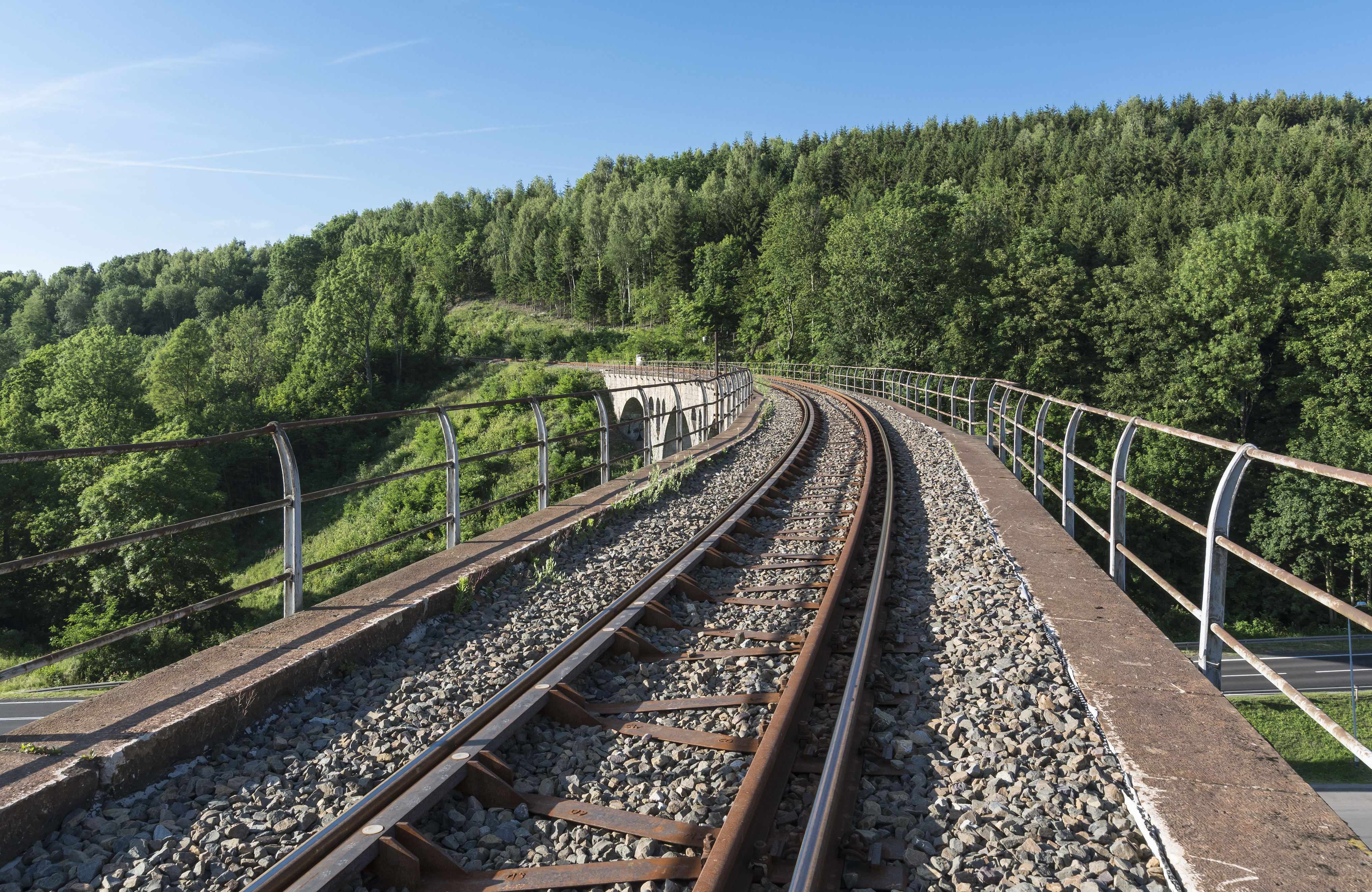
Tor kolejowy
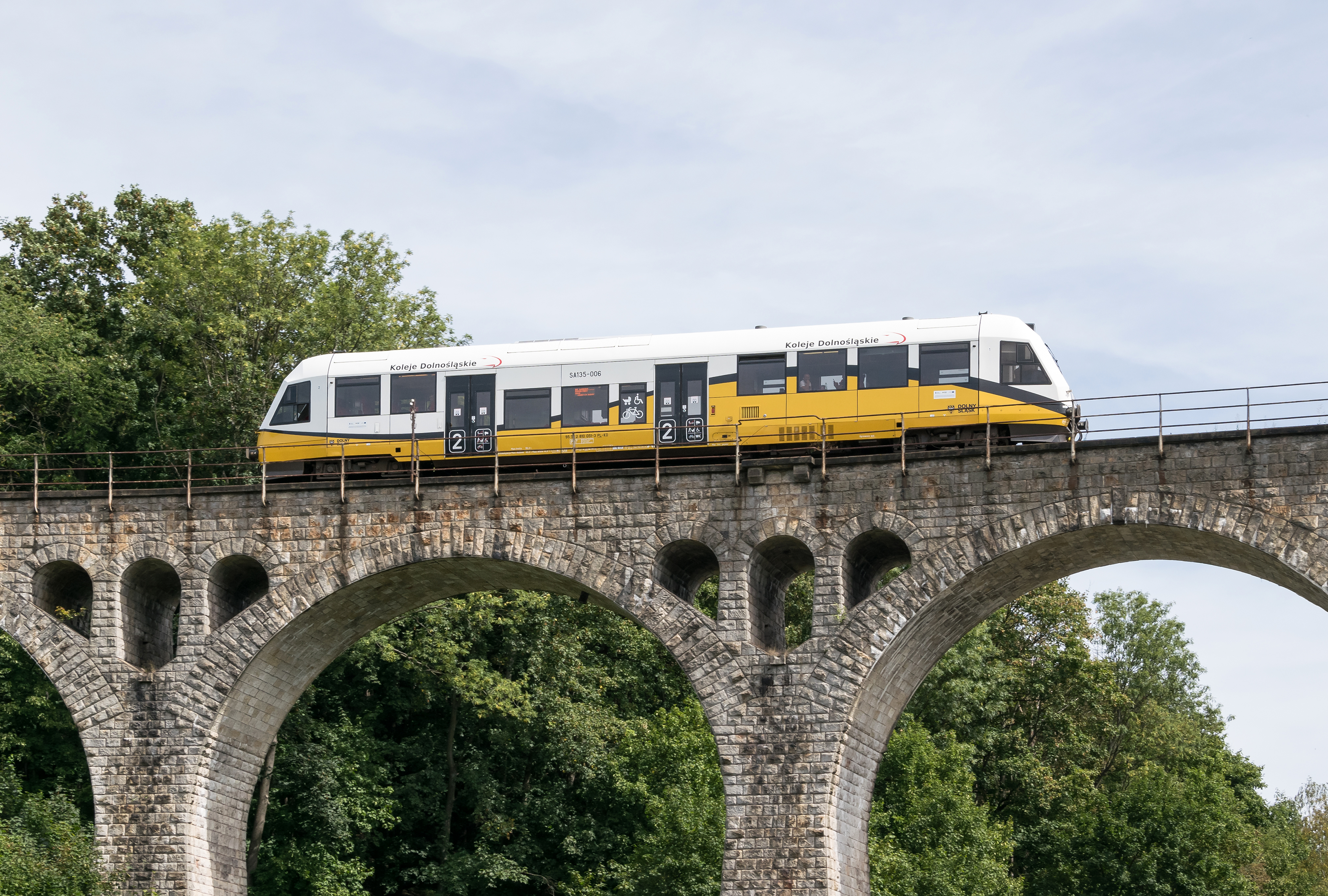
Szynobus na wiadukcie
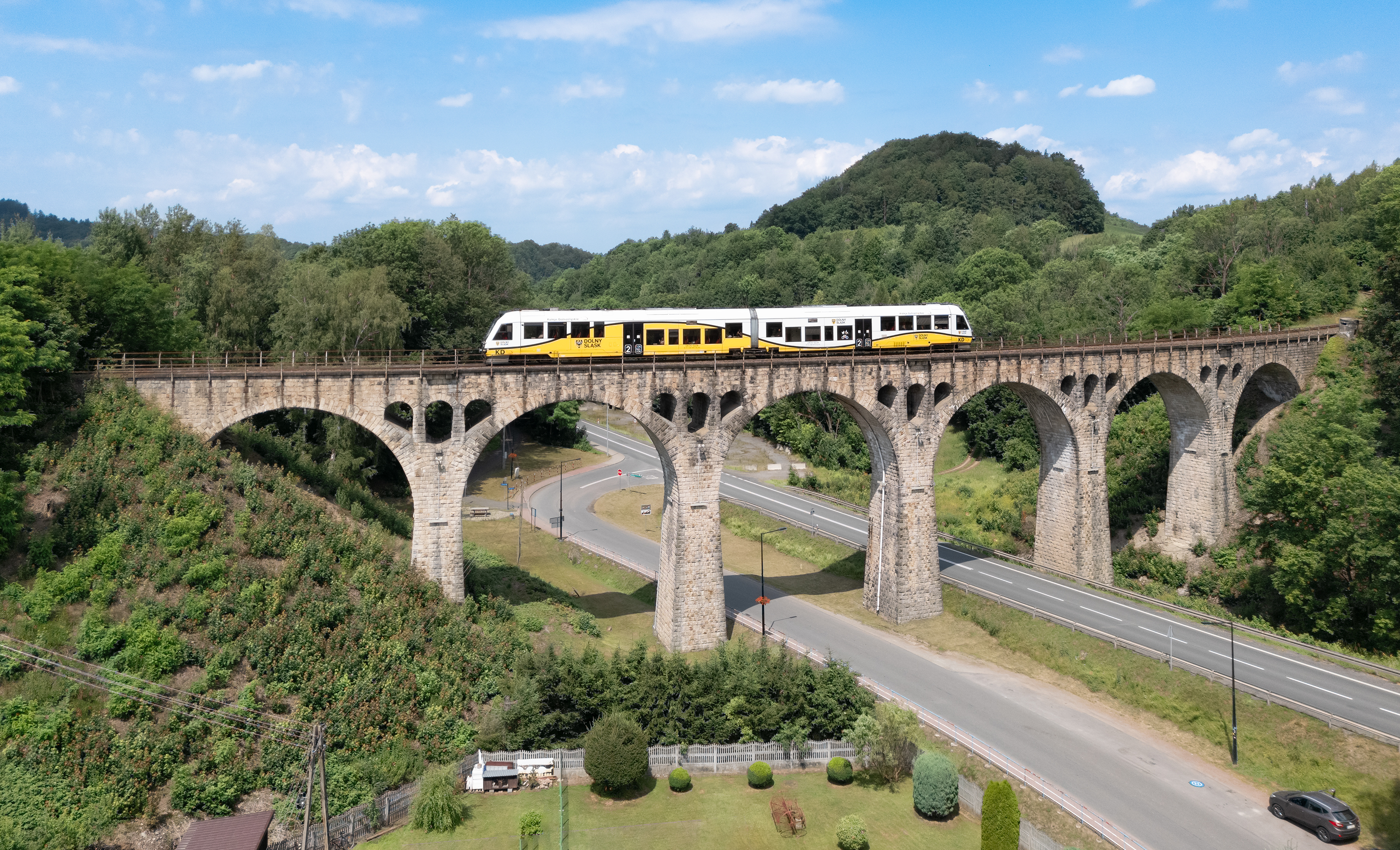
Widok ogólny na wiadukt z przejeżdżającym przez niego szynobusem
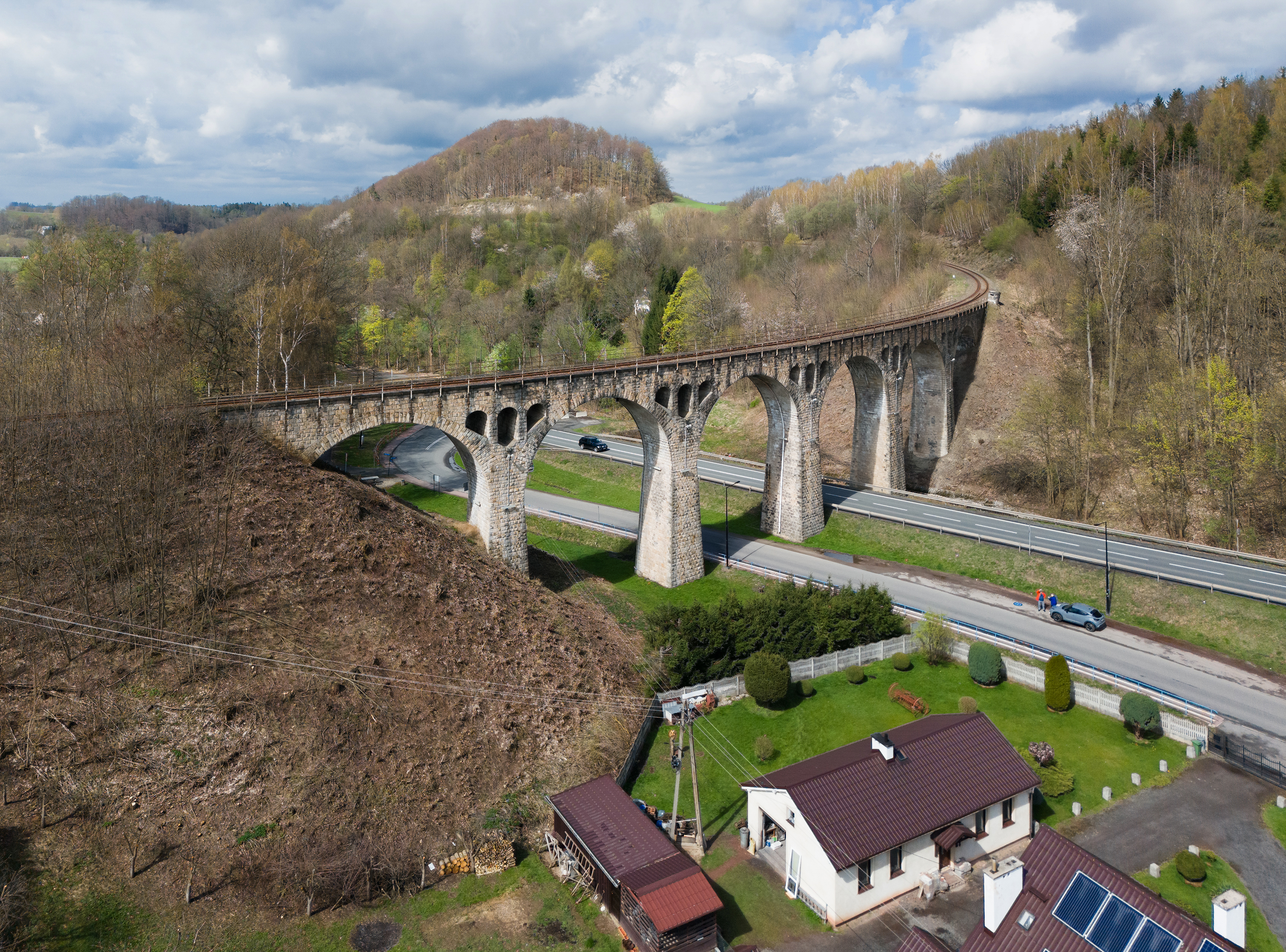
Widok od południowego wschodu
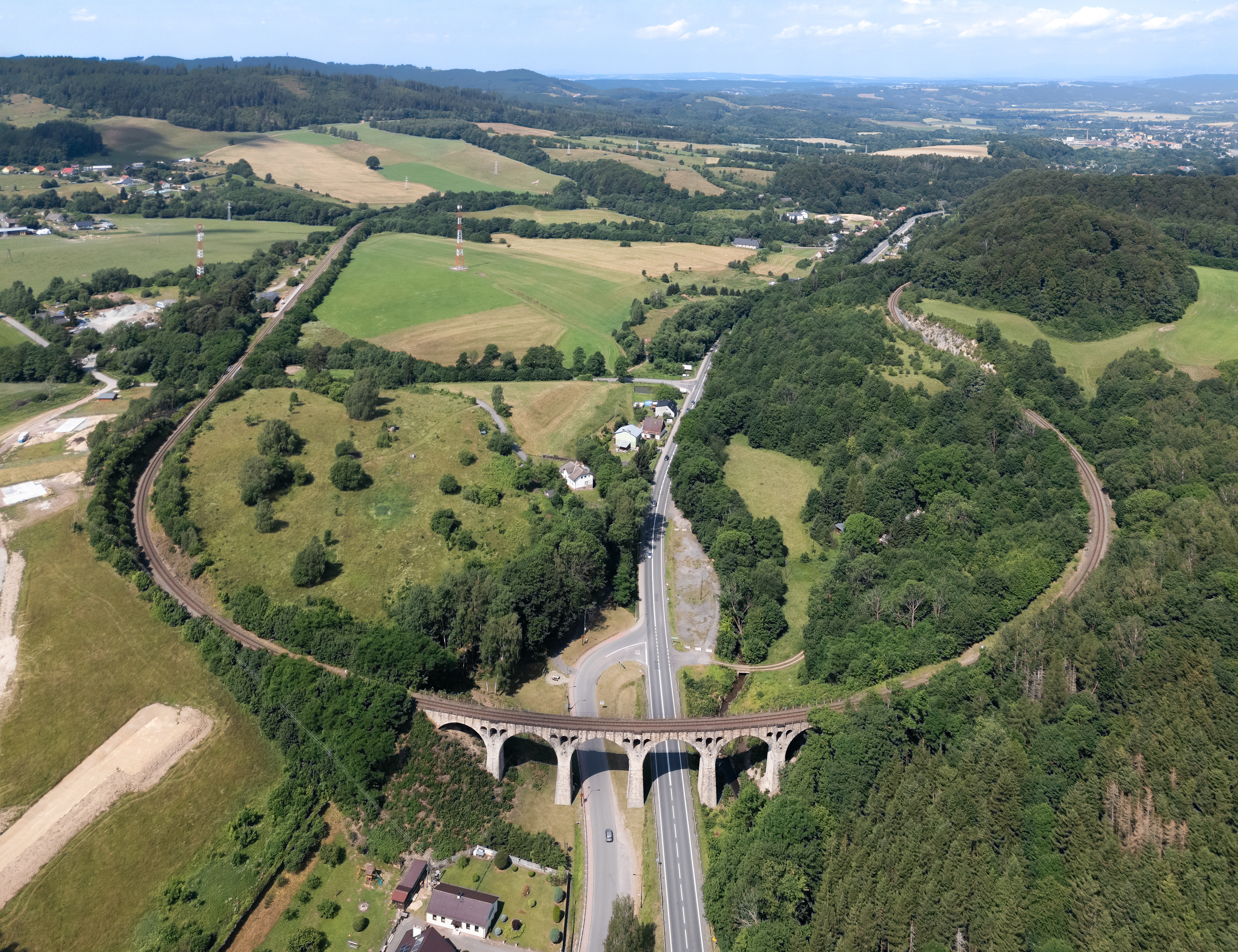
Wiadukt i linia kolejowa nr 309